# Жари
Жари (порт. Jari)  —  муниципалитет в Бразилии, входит в штат Риу-Гранди-ду-Сул. Составная часть мезорегиона Западно-центральная часть штата Риу-Гранди-ду-Сул. Входит в экономико-статистический  микрорегион Сантиагу. Население составляет 3653 человека на 2006 год. Занимает площадь 856,459 км². Плотность населения — 4,3 чел./км².

## Статистика
- Валовой внутренний продукт на 2003 составляет 59.205.821,00 реалов (данные: Бразильский институт географии и статистики).
- Валовой внутренний продукт на душу населения на 2003 составляет 16.010,23 реалов (данные: Бразильский институт географии и статистики).
- Индекс развития человеческого потенциала на 2000 составляет 0,751 (данные: Программа развития ООН).